# Nikica Barić
Nikica Barić (Zagreb, 1975.), hrvatski je povjesničar.

## Životopis
Na Filozofskom fakultetu u Zagrebu diplomirao je 1999. godine povijest i engleski jezik, magistrirao je 2002. godine, doktorirao dvije godine poslije temom "Republika Srpska Krajina: 1990. – 1991. – 1995. (secesija, glavne značajke, slom)". Od 2007. godine urednikom je Časopisa za suvremenu povijest.

## Djela
- Ustroj kopnene vojske domobranstva NDH, 1941. – 1945., Hrvatski institut za povijest, Zagreb, 2003., ISBN 953-6324-38-5
- Srpska pobuna u Hrvatskoj: 1990. – 1995., Golden marketing - Tehnička knjiga, Zagreb, 2005., ISBN 953-212-249-4
- Stvaranje hrvatske države i Domovinski rat, Zagreb, Hrvatski inistitut za povijest i Školska knjiga, 2006. (suautori: Davor Marijan, Zdenko Radelić, Albert Bing i Dražen Živić)[1]
- Ustaše na Jadranu: uprava Nezavisne Države Hrvatske u jadranskoj Hrvatskoj nakon kapitulacije Kraljevine Italije, Hrvatski institut za povijest, Zagreb, 2012., ISBN 978-953-7840-11-2